# Calochilus paludosus
Calochilus paludosus es una especie de orquídea de hábito terrestre que se encuentra en  Australia y en Nueva Zelanda.

## Descripción
Es una orquídea de mediano tamaño, que prefiere el clima fresco a frío. Tiene hábito terrestre, con una hoja estrecha, totalmente desarrollada cuando florece. La floración se produce en la primavera y a principios del verano en una inflorescencia erecta de 35 cm de largo, con 2-9 flores.

## Distribución
Se encuentra en Queensland, Nueva Gales del Sur, Victoria, Tasmania y Australia del Sur, así como en Nueva Zelanda en los bosques abiertos y brezales en alturas desde el nivel del mar hasta los 800 metros. 

## Taxonomía
Calochilus paludosus fue descrita por el botánico escocés recolector de la flora de Australia a principios del siglo XIX Robert Brown y publicado en Veröffentlichungen des Geobotanischen Institutes Rübel in Zürich 320 en el año 1810.